# Transcriere (lingvistică)
Transcrierea este conversia în format scris de mână, la mașină de scris sau tipărit, a unei surse de vorbire, ca de exemplu o audiere la tribunal. De asemenea poate însemna conversia unei surse scrise în alt mediu, cum ar fi scanarea cărților și conversia lor în format digital.